# Legalis
System Informacji Prawnej LEGALIS – jeden z systemów informacji prawnej w Polsce, stworzony i rozwijany przez Wydawnictwo C.H.Beck. Zawiera autorskie treści uznanych prawników - przedstawicieli doktryny i praktyki (między innymi: prof. zw. dr hab. Edward Gniewek, prof. dr hab. Andrzej Marciniak, prof. zw. dr hab. Marek Safjan, prof. zw. dr hab. dr h.c. Stanisław Sołtysiński) - precyzyjnie powiązane z aktami prawnymi i orzeczeniami, którymi są specjalistyczne komentarze, monografie oraz opinie i artykuły problemowe z czasopism Wydawnictwa C.H.Beck, oraz wydawnictw partnerskich.

## Historia i rozwój
Genezą Systemu Informacji Prawnej LEGALIS był program Orzeczenia - Prawo na CD, wydany przez Wydawnictwo C.H.Beck po raz pierwszy w 2000 r. Zawierał on bazę 36 000 orzeczeń sądów, a także teksty przepisów prawnych powiązanych z orzeczeniami, z zachowaniem kolejnych zmian. Na jego bazie powstał w 2002 roku System Informacji Prawnej LEGALIS. Program został stworzony w oparciu o publikacje Wydawnictwa C.H.Beck. Stanowił rozwinięcie Zbiorów Przepisów wydawanych na Kartach Wymiennych: "Polskie Ustawy", "Prawo Administracyjne", "Prawo Pracy i Ubezpieczeń Społecznych" i "Prawo podatkowe", których redakcję powierzono profesorom Uniwersytetu im. Adama Mickiewicza w Poznaniu. Zastosowano wówczas metodę tworzenia skróconych haseł oddających treść artykułu, na wzór Wydawnictwa C.H.Beck’sche Verlagsbuchhandlung z siedzibą w Monachium.
Początkowo program zawierał 6 modułów komentarzowych: Prawo Pracy, Podatki, Kodeks postępowania administracyjnego, Kodeks spółek handlowych, Kodeks postępowania cywilnego i Kodeks cywilny oraz  moduł do obsługi kancelarii prawnych Kancelaris, który później stał się odrębnym programem. W miarę rozwoju Systemu Informacji Prawnej LEGALIS pojawiały się nowe moduły tematyczne i obecnie jest ich 19, obejmując swym zakresem wszystkie dziedziny prawa. 
W 2019 roku Wydawnictwo C.H.Beck udostępniło nowy produkt, narzędzie optymalizujące pracę kancelarii prawnej - System Iuscase. Oprogramowanie Iuscase jako pierwsze na rynku zapewniło integrację prowadzonych przez kancelarie spraw z Portalem Informacyjnym Sądów Powszechnych.

## Wersje
System Informacji Prawnej LEGALIS dostępny jest w trzech wersjach:
1. Legalis online przez przeglądarkę WWW – dostępny przez stronę legalis.pl
2. Legalis Intranet – dla sieci komputerowych
3. Legalis DVD - dla jednego komputera.

## Zawartość

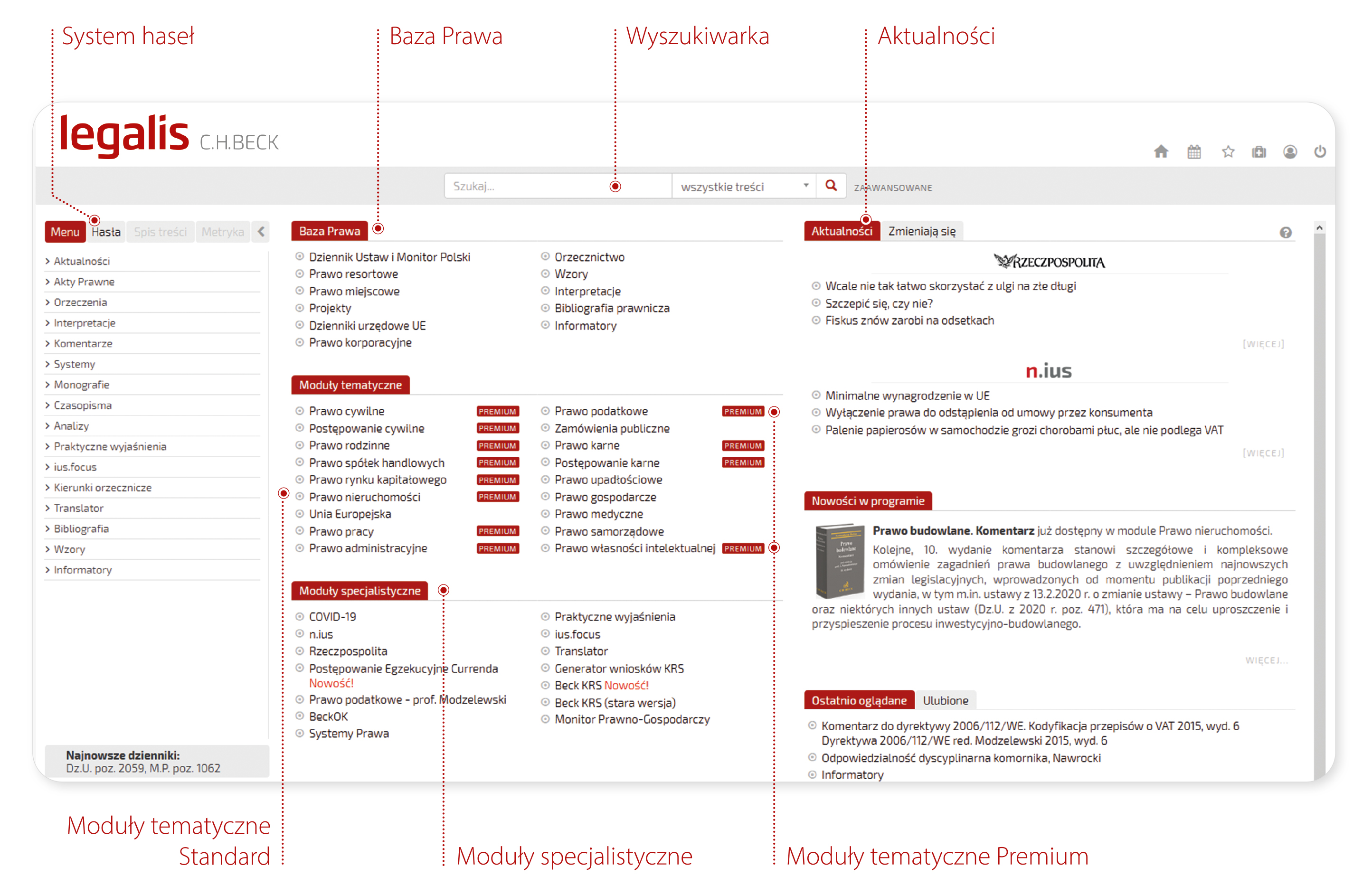
Struktura Systemu Informacji Prawnej Legalis

Osią systemu jest moduł Baza Prawa, zawierający ujednolicone akty prawne z Dzienników Ustaw, Monitorów Polskich, dzienników urzędowych i wojewódzkich, orzecznictwo sądów i organów administracyjnych, wyjaśnienia urzędowe, wzory pism i umów, aktualności i kalendarium, informatory oraz Polską Bibliografię Prawniczą PAN.
System Informacji Prawnej LEGALIS jest tworzony i rozwijany przez zespół redaktorów merytorycznych, technicznych i informatyków we współpracy z polskimi ośrodkami akademickimi.
Obecnie program zawiera 19 modułów tematycznych, dotyczących poszczególnych gałęzi prawa, 10 modułów specjalistycznych (jak np. Generator wniosków KRS, n.ius® – aktualności legislacyjne i orzecznicze, Rzeczpospolita czy Prawo podatkowe – prof. Modzelewski), oraz sześciu modułów dedykowanych Systemom Prawa (prywatnego, handlowego, administracyjnego, karnego, medycznego oraz prawa Unii Europejskiej) skierowanych do prawników i specjalistów różnych dziedzin. Możliwy jest wybór przez użytkownika tylko niektórych, interesujących go modułów, np. Prawo spółek handlowych, Prawo podatkowe czy System Prawa Prywatnego.
Moduły tematyczne składają się z komentarzy i monografii Wydawnictwa C.H.Beck, a także opinii, glos z czasopism oraz z aktualności legislacyjnych i orzeczniczych. 
Program zawiera następujące moduły specjalistyczne: 
- n.ius® – aktualności legislacyjne i orzecznicze,
- Rzeczpospolita (prawnicze aktualności z dziennika „Rzeczpospolita"),
- ius.focus® – istota orzecznictwa,
- Beck KRS,
- Generator wniosków KRS,
- BeckOK® – komentarze zawsze aktualne (aktualizowane kwartalnie komentarze do wiodących kodeksów),
- Systemy prawa (kompleksowe opracowanie sześciu systemów prawa: prywatnego, karnego, administracyjnego, handlowego, medycznego, Unii Europejskiej),
- Praktyczne wyjaśnienia,
- Prawo podatkowe – prof. Modzelewski,
- Postępowanie Egzekucyjne Currenda,
- Translator (obcojęzyczne tłumaczenia aktów prawnych, słowniki, wzory pism i dokumentów).

## Wybrana literatura
- Michał Kosiarski, Rzeczpospolita, Cudzej bazy danych dowolnie nie wykorzystasz 09 marca 2009
- Arkadiusz Jaraszek, Rzeczpospolita, Technologie ułatwiają prawnikom pracę 28 lutego 2012
- Gazeta Prawna, Programy informacji prawnej dla sądów tylko z przetargu, 1 lutego 2011
- Gazeta Prawna, Legalis zapewni sądom szeroki dostęp do literatury prawniczej, 26 października 2016
- Edukacja Prawnicza, O precyzyjnym wyszukiwaniu informacji w Legalisie słów kilka, październik 2015